# My Feet Are Smiling
My Feet Are Smiling es el segundo álbum de estudio del guitarrista estadounidense Leo Kottke. Fue publicado en marzo de 1973 a través de Capitol Records.

## Recepción de la crítica
Un escritor no especificado de la revista Cash Box comentó: “Debido a que Leo Kottke tiene un talento tan singular, un enfoque ordinario para un álbum en vivo simplemente no parecería apropiado. Entonces, para mantenerlo todo junto, el productor Denny Bruce ha editado ingeniosamente la mayor parte de los aplausos después de que la primera pista (que es un comienzo en falso ganador) te permite saber que está en vivo. Mientras otros intérpretes acústicos solistas revuelven cada piedra posible en su búsqueda de relevancia, Leo simplemente sale, hace lo suyo sin ego e impresiona a todos solo con la música y sus hábiles y artísticos dígitos. Muchas de las canciones son de sus dos álbumes anteriores de Capitol, pero el conjunto representa una experiencia completamente nueva y gratificante”.

## Lista de canciones
Todas las canciones escritas y compuestas por Leo Kottke, excepto donde esta anotado. 
| Lado uno |                                       |          |  |
| N.º      | Título                                | Duración |  |
| 1.       | «Hear the Wind Howl»                  | 3:12     |  |
| 2.       | «Busted Bicycle»                      | 2:41     |  |
| 3.       | «Easter»                              | 3:20     |  |
| 4.       | «Louise» (Paul Siebel)                | 4:26     |  |
| 5.       | «Blue Dot»                            | 2:59     |  |
| 6.       | «Stealing»                            | 3:05     |  |
| 7.       | «Living in the Country» (Pete Seeger) | 1:38     |  |

| Lado dos | |          |  |
| N.º      | Título                                                                                                | Duración |  |
| 1.       | «June Bug»                                                                                            | 2:07     |  |
| 2.       | «Standing in My Shoes» (Kottke, Denny Bruce)                                                          | 2:51     |  |
| 3.       | «The Fisherman»                                                                                       | 2:44     |  |
| 4.       | «Bean Time»                                                                                           | 2:16     |  |
| 5.       | «Eggtooth» (Kottke, Michael Johnson)                                                                  | 5:16     |  |
| 6.       | «Medley: a. «Crow River Waltz» b. «Jesu, Joy of Man's Desiring» (Johann Sebastian Bach) c. «Jack Fig» | 7:34     |  |

## Posicionamiento
| Gráfica (1973)                           | Pico de posición |
| ---------------------------------------- | ---------------- |
| Australia (Kent Music Report)            | 93               |
| Estados Unidos (Billboard 200)           | 108              |
| Estados Unidos (Cash Box Top 100 Albums) | 103              |